# Fiorano GT Challenge
Fiorano GT Challenge sont des montagnes russes racing lancées du parc Ferrari World Abu Dhabi, aux Émirats arabes unis.

## Parcours
L'attraction est composée de deux pistes de 1,08 kilomètre de longueur, qui ont chacune quatre systèmes de propulsion LSM et quatre zones de freinage magnétiques, plongeant les passagers dans les virages, les variations de vitesse et les accélérations des courses GT. L'énergie des moteurs est fournie par deux volants d'inertie, pour fournir beaucoup d'énergie au même moment pendant les lancements.

## Trains
Chaque train a trois wagons de quatre places et les passagers sont placés à deux sur deux rangs. Les wagons ont le design de Ferrari F430 Spider.